# Molí fariner de Can Planas
El Molí fariner de Can Planas és una obra de Corbera de Llobregat (Baix Llobregat) inclosa a l'Inventari del Patrimoni Arquitectònic de Catalunya.

## Descripció
Molí d'oli que depenia de la casa pairal de Can Planes. La teulada s'ha fet tota nova. A l'interior no es conserva cap element del molí. A l'exterior es conserva algun tram del canal per on es derivava l'aigua d'entrada al molí i una de les moles (mola fixa).